# Белоево
Белоево — село в Кудымкарском районе Пермского края. Бывший административный центр Белоевского сельского поселения (упразднено).

## География
Расположено на реке Мечкор. Располагается северо-западнее от города Кудымкара. Расстояние до районного центра составляет 19 км.

## История
Поселение известно с 1645 года как деревня Верх речки Мечкора. После Октябрьской революции село Белоево стало центром Белоевского сельсовета. В 1930 году возник колхоз им. Ленина, после слияния в 1951 году шести колхозов в сельхоартель им. Ленина (с 1960 — колхоз «Красное Знамя»). С 13 января 1941 по 4 ноября 1959 года Белоево было центром Белоевского района Коми-Пермяцкого НО.

## Население
| 1834 | 1926 | 1963  | 2002  | 2010  | 2021  |
| ---- | ---- | ----- | ----- | ----- | ----- |
| 190  | ↗505 | ↗1372 | ↗1625 | ↘1470 | ↗1545 |

Национальный состав
В 1926 году — 505 человек, из них 238 мужчин, 267 женщин; коми-пермяков — 465; русских — 40

## Люди, связанные с селом
В селе родился генерал-майор Пётр Канюков.